# Saint-Marin au Concours Eurovision de la chanson 2016
Saint-Marin est l'un des quarante-deux pays participants du Concours Eurovision de la chanson 2016, qui se déroule à Stockholm en Suède. Le pays est représenté par Serhat et sa chanson I Didn't Know, sélectionnés en interne par SMRTV. Le pays se classe se classe 12e en demi-finale avec 68 points, un résultat qui ne lui permet pas de se qualifier pour la finale. 

## Sélection
Le diffuseur saint-marinais SMRTV confirme sa participation le 24 septembre 2015. Le 12 janvier 2016, il annonce que le pays sera représenté par le chanteur turc Serhat. Sa chanson, intitulée I Didn't Know, est publiée le 9 mars 2016.

## À l'Eurovision
Saint-Marin participe à la première demi-finale, le 10 mai 2016. Arrivé 12e avec 68 points, le pays ne s'est pas qualifié pour la finale.